# Les Compagnons du crépuscule
Les Compagnons du crépuscule est une série de bande dessinée sur un scénario, dessins et couleurs de François Bourgeon.

## Synopsis
L'action se situe entre juillet 1350 et le printemps suivant. Poussé par le hasard, un chevalier sans nom ni visage emmène deux jeunes gens, Mariotte et l'Anicet, dans sa quête de rédemption dont lui-même distingue à peine le sens. À l'époque de cette guerre qui « dura, dit-on, cent ans », la Mariotte, jeune paysanne qui doit fuir son village ravagé par une bande de pillards, rencontre un chevalier étrange au visage caché sous son heaume, et qui semble poursuivre une quête mystérieuse. Ils sont accompagnés par l'Anicet, voué à un destin tragique et sauvé de justesse par le chevalier.
Dans le premier tome, les trois compagnons s'endorment dans le « bois des brumes » et entrent dans un rêve où il est question de lutins étranges et d'une Malbête à combattre. De justesse, cette première quête onirique est un succès. L'album contient en supplément quelques pages de recherches de François Bourgeon, ainsi qu’un dossier autour de l'Animal de Tollund, un canular de l’auteur inspiré par l'Homme de Tollund.
Dans le second opus, Mariotte, après avoir échappé à un sort funeste, rencontre Yuna. La petite troupe, déjà composée du Chevalier et de l'Anicet, se trouve encore renforcée par la rencontre du poète et troubadour Melaine Favennec. Mais un péril menace : les Dhuards, monstres légendaires et ennemis jurés des lutins de l'épisode précédent. Le Chevalier décide alors de donner un nouveau but à sa quête : trouver, avec l'aide des lutins, la ville glauque où vivent les Dhuards, et délivrer la Dame Blanche qui y est retenue prisonnière.
Les compagnons arrivent enfin dans le dernier épisode à la ville de Montroy où ils décident de passer l'hiver. Dame Neyrelle seigneur du château n'est pas indifférente à l'arrivée du chevalier dans sa ville et manigance pour que les compagnons soient hébergés au château...

## Analyse
En arrière-plan se déroule la guerre de Cent Ans qui emprisonne les personnages dans un univers d'insécurité et de violence : les compagnies vivent de pillages sur le pays. Il ne fait pas bon voyager seul (surtout pour une femme) et l'Anicet et Mariotte n'ont guère d'autre choix que de suivre le Chevalier.
François Bourgeon est aussi à la recherche d'une certaine celtitude à travers son récit : le personnage du trouvère breton en est un exemple ainsi que les personnages des trois sirènes (Blanche, Neyrelle et Carmine) et Merlin l'enchanteur. L'histoire évoque aussi les limites floues entre la tradition celtique et la tradition chrétienne. Ainsi on apprend que les dates de certaines fêtes chrétiennes coïncident à dessein avec des fêtes celtiques. En contrepoint au récit, un druide apprend à son disciple les strophes du poème Les Séries.
Le thème le plus original est l'évocation d'un monde dominé par la lutte de trois forces transcendantes : 
1. la force blanche qui symbolise le bien et la pureté ;
2. la force noire représente la mort et la destruction c'est le maître de la mort dans le récit ;
3. la force rouge incarnée par la vie, les sentiments et la passion.

Ces trois forces s'affrontent à travers des personnages réels ou fantastiques: Yuna et la Dame Blanche, les lutins et les Dhuards, Mariotte et Carmine, ou les trois sirènes qui les symbolisent toutes.
D'après Patrick Gaumer, dans cette série très documentée où se retrouvent « la rigueur historique et la magie », Bourgeon « s'attache à restituer toute l'authenticité et la rudesse » de la guerre de Cent Ans et n'hésite pas « à employer un langage expressif et truculent ».
Le livre Dans le sillage des sirènes(1992) propose une relecture de la trilogie par l'historien Michel Thiébaut, s'appuyant sur les références et la matière fournie par Bourgeon, replaçant l'ensemble des thèmes dans l'époque.

## Les personnages

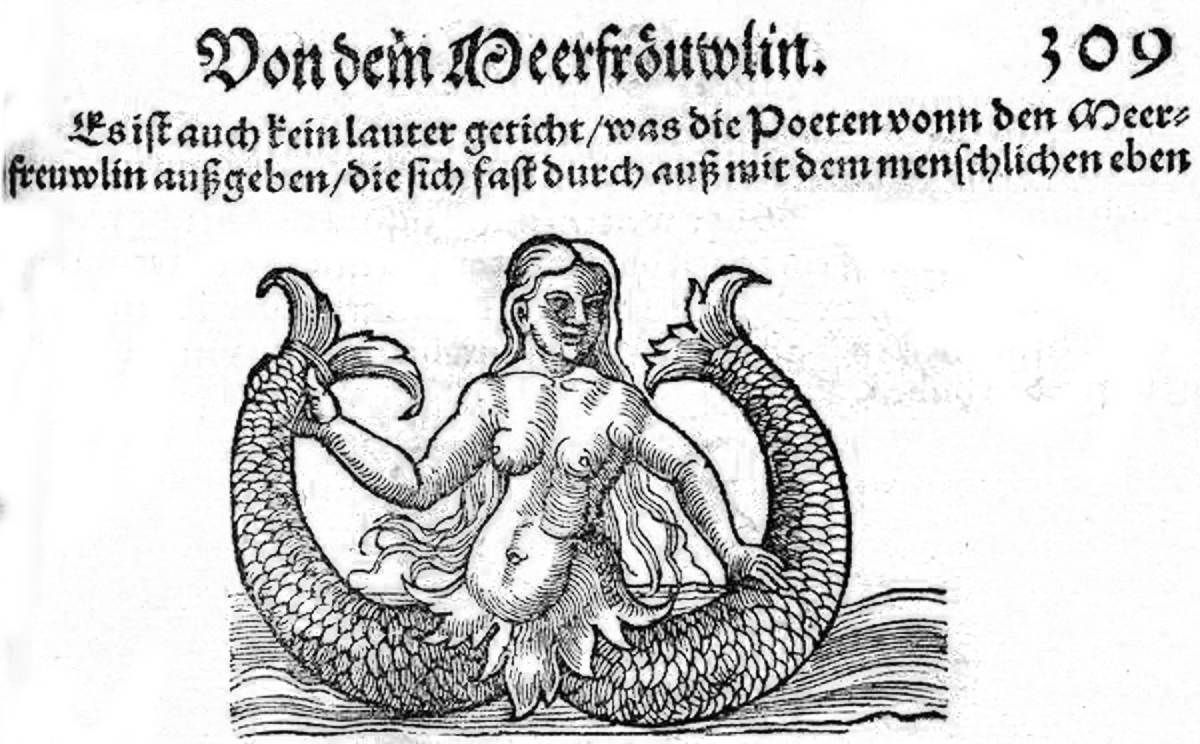

- Mariotte, personnage principal de la série, est née pendant la guerre de Cent Ans. Elle est rejetée car elle vit seule avec sa grand-mère à l'écart de la société villageoise. Sa chevelure rousse est aussi une cause d'exclusion.Des événements tragiques la conduisent à suivre le Chevalier. Elle apporte la gaieté, la vie et l'espoir à la petite compagnie.
- Le Chevalier a eu ses heures de gloire dans les tournois avant d'être mutilé et défiguré par un accident et rejeté par l'aristocratie. Par la suite, amer, il a semé la mort et la désolation à la tête de sa compagnie. Ce faisant, il a commis un crime de trop qu'il cherche à expier. Il est en outre tourmenté intérieurement par l'assassinat de celle qu’il aimait, l'épouse d'un seigneur local, au cours d'un massacre organisé par sa propre compagnie.
- l'Anicet est un jeune paysan couard et un peu niais qui, contraint par les événements, accompagne bon gré mal gré le Chevalier et Mariotte.
- Ces personnages principaux croisent aussi pèle-mêle : trois femmes qualifiées de sirènes (Blanche, Neyrelle et Carmine), le trouvère celte Melaine Favennec, une troupe de comédiens saltimbanques, un pèlerin de Saint-Jacques-de-Compostelle et des créatures diverses, issues pour la plupart du folklore celte.

## Albums
- 1 Le Sortilège du bois des brumes, Casterman,  (ISBN 2-203-33516-5), 1984
Scénario, dessin et couleurs : François Bourgeon
- 2 Les Yeux d'étain de la ville glauque, Casterman,  (ISBN 2-203-33811-3), 1986
Scénario, dessin et couleurs : François Bourgeon
- 3 Le Dernier Chant des Malaterre, Casterman,  (ISBN 2-203-33830-X), 1990
Scénario, dessin et couleurs : François Bourgeon
- Hors-série Dans le sillage des sirènes : autour des compagnons du crépuscule de François Bourgeon, Casterman,  (ISBN 2-203-38021-7), 1993
Scénario : François Bourgeon et Michel Thiébaut - Dessin et couleurs : François Bourgeon
- Intégrale Les Compagnons du Crépuscule, 12 bis,  (ISBN 978-2-356-48180-1), 2010
Scénario, dessin et couleurs : François Bourgeon

## Prix
- 1991 :
  - Alph'Art du public au festival d'Angoulême pour Le Dernier Chant des Malaterre
  -  Prix Urhunden du meilleur album étranger pour Le Dernier Chant des Malaterre

## Publication

### Éditeurs
- Casterman (Collection Studio (A Suivre)) : tomes 1 à 3 et hors série (première édition).
- 12 bis : tomes 1 à 3 et hors série (réédition, à partir de 2009).
- Delcourt : tomes 1 à 3 et hors série (réédition, à partir de 2014).

### Magazines
- (À suivre)

### Filmographie
- L'Image par la bande : Un voyage immobile, documentaire de Christian Lejalé sur l'univers de François Bourgeon, série « La Part du rêve », Imagine 35 Productions, 1985, 25 minutes.